# Trimezia steyermarkii
Trimezia steyermarkii är en irisväxtart som beskrevs av Robert Crichton Foster. Trimezia steyermarkii ingår i släktet Trimezia och familjen irisväxter. Inga underarter finns listade i Catalogue of Life.

## Bildgalleri

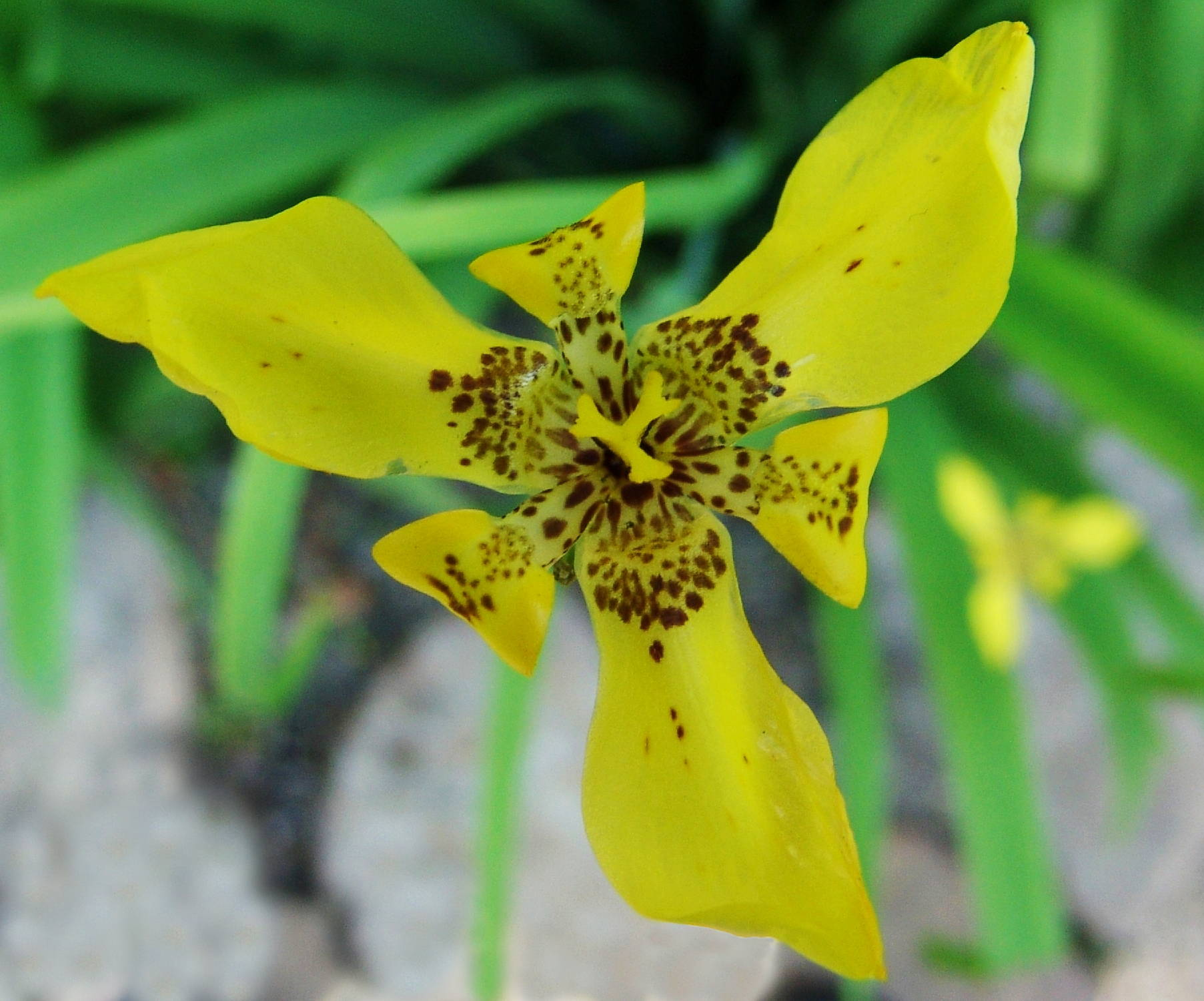
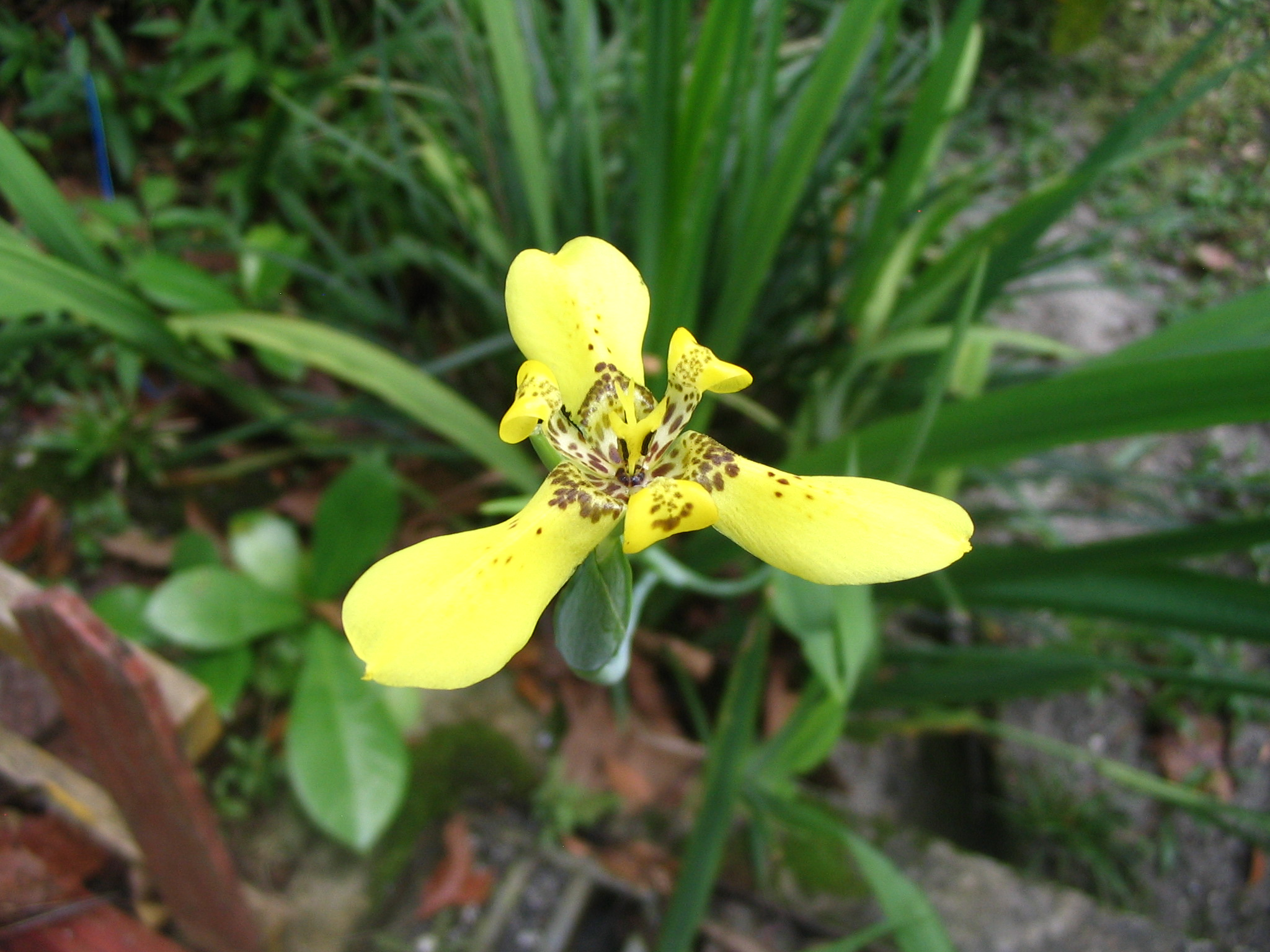
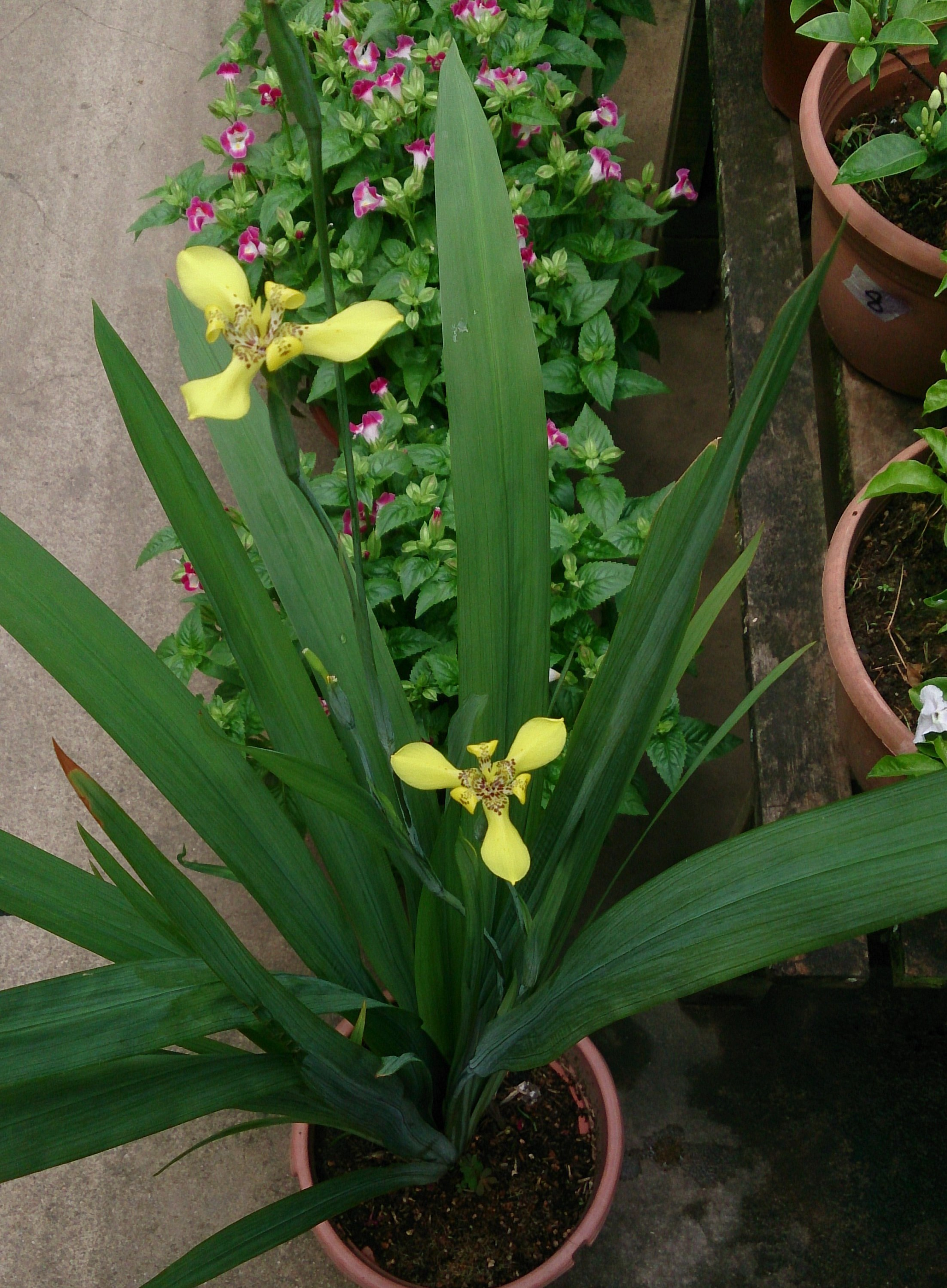
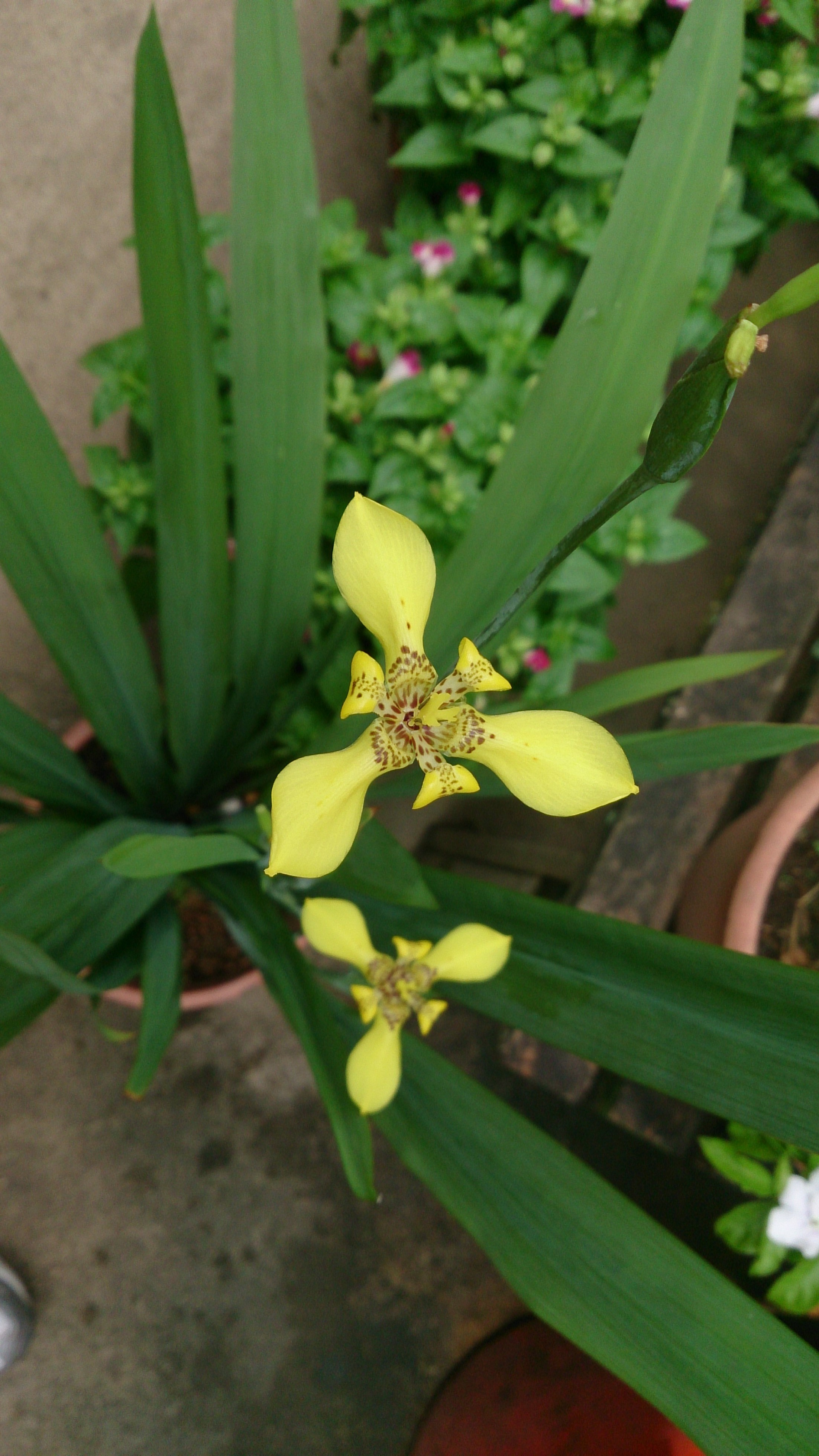